# صمد تواضعی
صمد تواضعی (زاده ۱۳۳۳ در تهران) تدوین‌گر و سازنده نمونه فیلم (آنونس) اهل ایران است.

## تدوین
- زمانی برای مستی اسبها (۱۳۷۸)
- تابلویی برای عشق (۱۳۷۶)
- زن شرقی (۱۳۷۶)
- سفر شبانه (۱۳۷۶)
- درخت جان (۱۳۷۴)
- از بلور خون (۱۳۷۱)
- تونل (۱۳۷۱)
- اتل متل توتوله (۱۳۷۰)
- امید (۱۳۷۰)
- دادستان (۱۳۷۰)
- سالهای جوانی (۱۳۷۰)
- حکایت آن مرد خوشبخت (۱۳۶۹)
- بازی تمام شد (۱۳۶۸)
- صنوبرهای سوزان (۱۳۶۸)
- کارآگاه ۲ (۱۳۶۷)
- شرایط عینی (۱۳۶۶)
- گنج (۱۳۶۶)
- اتاق یک (۱۳۶۵)
- پرواز در شب (۱۳۶۵)
- قصه زندگی (۱۳۶۵)
- کنار برکه‌ها (۱۳۶۵)
- گزارش یک قتل (۱۳۶۵)
- گلبهار (۱۳۶۵)
- مدرک جرم (۱۳۶۴)
- پیشتازان فتح (۱۳۶۳)
- عقود (۱۳۶۳)
- بازجویی یک جنایت (۱۳۶۲)
- دیار عاشقان (۱۳۶۲)
- یاد (۱۳۶۲)
- جاده (۱۳۶۰)

## جشنواره‌ها
- برنده دیپلم افتخار و لوح زرین بهترین نمونه فیلم (آنونس) (بازجویی یک جنایت) در ششمین دوره جشنواره فیلم فجر - ۱۳۶۶
- برنده دیپلم افتخار بهترین پوستر (اعلان دیواری) (آن سوی مه) در ششمین دوره جشنواره فیلم فجر - ۱۳۶۶
- برنده لوح زرین بهترین نمونه فیلم (آنونس) (آن سوی مه) در ششمین دوره جشنواره فیلم فجر - ۱۳۶۶
- برنده سیمرغ بلورین بهترین نمونه فیلم (آنونس) (تونل) در دوازدهمین دوره جشنواره فیلم فجر - ۱۳۷۲
- برنده سیمرغ بلورین بهترین نمونه فیلم (آنونس) (بر بال فرشتگان) در دوازدهمین دوره جشنواره فیلم فجر - ۱۳۷۲
- برنده دیپلم افتخار بهترین نمونه فیلم (آنونس) (غزال) در پانزدهمین دوره جشنواره فیلم فجر - ۱۳۷۵